# Постекоглу, Анге
А́нгелос Посте́коглу (греч. Άγγελος Ποστέκογλου), также известный как Э́ндж Постеко́глу (англ. Ange Postecoglou [ˈændʒ ˌpɒstəˈkɒɡluː]; род. 27 августа 1965, Афины, Греция) — австралийский футболист и тренер греческого происхождения.

## Ранние годы
Ангелос Постекоглу родился 27 августа 1965 года в Неа-Филадельфии — пригороде Афин, Греция. В 1970 году, на фоне политических репрессий в период правления военной хунты (так называемый режим «чёрных полковников»), его семья эмигрировала в Австралию. Осев в Мельбурне, родители устроились на работу: отец стал разнорабочим, а мать — швеёй на фабрике.
С раннего возраста Ангелос проявлял интерес к футболу. Отец водил его на матчи клуба «Саут Мельбурн», основанного выходцами из Греции. В девять лет Ангелос начал заниматься в футбольной академии этого клуба. Футбол способствовал его адаптации в новой стране и стал важной частью жизни. Уже в 12 лет он проявил лидерские качества, возглавив школьную команду как капитан и фактически тренер. Под его руководством команда выиграла чемпионат штата Виктория среди юношей до 12 лет.

## Карьера игрока

### Клубная карьера
Ангелос Постекоглу начал заниматься футболом с раннего возраста, присоединившись в возрасте девяти лет к юношеской команде клуба Саут Мельбурн. Пройдя все этапы подготовки в академии, он дебютировал за основной состав в возрасте 19 лет в матче Национальной футбольной лиге Австралии. В период с 1984 по 1993 год Постекоглу провёл за клуб 193 игры.
Почти всю свою профессиональную карьеру он провёл в родном клубе, с которым дважды становился чемпионом Австралии — в сезонах 1984 и 1990/91. В последнем чемпионском сезоне он уже выступал в роли капитана и привёл команду к победе в финале над принципиальным соперником — «Мельбурн Найтс».
Серьёзное влияние на формирование футбольного мировоззрения Постекоглу оказал легендарный Ференц Пушкаш, под руководством которого Ангелос выступал в конце 1980-х годов. Пушкаш использовал классическую схему 4-3-3 с акцентом на игре фланговых защитников и атакующих вингеров, что в дальнейшем нашло отражение в тренерской философии самого Постекоглу.
Игровая карьера Постекоглу завершилась в 27 лет из-за серьёзной травмы колена. Несмотря на её досрочное окончание, его вклад в успехи «Саут Мельбурн» был высоко оценён: в 2000 году он был включён в символическую клубную «команду века», составленную болельщиками и экспертной комиссией. В этом составе он занял позицию левого защитника.
Завершил профессиональную карьеру футболиста Постекоглу в 1994 году в клубе «Вестерн Сабербз», игравшем в одной из низших лиг чемпионата Австралии.

### Карьера в сборной
С 1985 года Постекоглу начал выступать за молодёжную сборную Австралии и принял участие в молодёжном чемпионате мира, проходившем в том же году в СССР. Он сыграл во всех трёх матчах сборной на турнире. Австралийская команда не одержала ни одной победы и не смогла пройти групповой этап, однако сам Постекоглу считает эту поездку одним из самых ярких впечатлений в своей жизни.
В 1986 году он дебютировал за национальную сборную Австралии в официальных матчах. В общей сложности за главную команду страны он провёл 4 встречи.

## Карьера тренера

### «Саут Мельбурн»
После завершения игровой карьеры Ангелос Постекоглу начал тренерскую деятельность в клубе «Саут Мельбурн», за который ранее выступал как футболист. Изначально он работал в качестве ассистента у тренеров Джима Пирголиоса и Фрэнка Арока. В 1996 году, после увольнения Арока, был назначен исполняющим обязанности главного тренера, а в июне того же года получил эту должность на постоянной основе.
Под руководством Постекоглу «Саут Мельбурн» добился значительных успехов. Клуб дважды подряд становился чемпионом Национальной футбольной лиги Австралии — в сезонах 1997/98 и 1998/99, прервав семилетнюю серию без титулов. В 1999 году команда победила в Клубном чемпионате Океании, что позволило ей представить Океанскую конфедерацию на первом в истории Клубном чемпионате мира ФИФА в 2000 году. На турнире «Саут Мельбурн» сыграл, в том числе, против английского «Манчестер Юнайтед».
Постекоглу зарекомендовал себя как прогрессивный и тактически гибкий тренер, сделав ставку на атакующий стиль. Он стал единственным человеком, принимавшим участие во всех четырёх чемпионских сезонах клуба в Национальной футбольной лиге: дважды как игрок и дважды как главный тренер. Эти достижения укрепили его репутацию как одного из самых перспективных молодых специалистов в австралийском футболе и привели к его назначению главным тренером молодежной сборной Австралии в 2000 году.

### Молодёжные сборные Австралии
В 2000 году, после успехов на клубном уровне, Ангелос Постекоглу был назначен главным тренером молодёжных сборных Австралии до 17 и до 20 лет. Под его руководством сборная трижды стала победителем молодёжного чемпионата Океании (2001, 2003, 2005 годов), а также трижды участвовала в молодёжных чемпионатах мира.
Ситуация осложнилась в середине 2000-х годов: в 2006 году Австралия официально перешла из конфедерации футбола Океании в Азиатскую футбольную конфедерацию, что усложнило отборочные турниры. В 2007 году обе молодёжные сборные — U-17 и U-20 — не смогли квалифицироваться на чемпионаты мира, что вызвало критику со стороны СМИ и общественности.
Особенно резонансным стал эфир в телепрограмме The World Game, где Постекоглу вступил в открытую словесную перепалку с футбольным аналитиком и бывшим игроком сборной Крейгом Фостером. В эфире Постекоглу отказался брать полную ответственность за провал, объясняя неудачи системными проблемами подготовки игроков в стране. Эпизод получил широкий общественный резонанс и впоследствии негативно сказался на его репутации.
В феврале 2007 года Постекоглу был уволен с поста тренера молодёжных сборных. После увольнения он столкнулся с трудностями в поиске работы в австралийском футболе — по его собственным словам, конфликт на телевидении значительно повлиял на восприятие его как специалиста. В течение этого периода он временно работал футбольным экспертом на Fox Sports, а также консультантом в Федерации футбола штата Виктория. Одновременно проводил тренерские семинары и работал с детскими группами.
В 2008 году, не имея предложений на родине, Постекоглу согласился возглавить греческий клуб третьего дивизиона «Панахаики», фактически начав путь возвращения в профессиональный футбол за пределами Австралии.

### «Панахаики»
В марте 2008 года Ангелос Постекоглу был назначен главным тренером греческого клуба «Панахаики», что стало его первым опытом работы в Европе после руководства молодёжными сборными Австралии.
Ангелос сразу начал ставить команде атакующий стиль игры с использованием схемы 4-3-3, делая акцент на высокий темп и строгую дисциплину. Такой подход выгодно выделял команду на фоне других клубов третьего дивизиона Греции, где преобладал более оборонительный футбол. Ассистент Постекоглу Петер Хламовски позже отмечал, что их подход в «Панахаики» резко контрастировал со стилем, распространённым в Греции: многие команды стремились замедлить темп игры, в том числе за счёт состояния поля и затяжек времени. Команда Постекоглу играла агрессивно и на победу, что выделяло её на фоне конкурентов.
Под руководством Постекоглу «Панахаики» находилась среди лидеров и боролась за повышение в классе. Однако в декабре 2008 года он покинул клуб из-за смены владельца, вмешательства в тренерскую работу и общей нестабильной экономической ситуации в стране.

### «Брисбейн Роар»
16 октября 2009 года Постекоглу был назначен главным тренером «Брисбейн Роар», сменив на этом посту Фрэнка Фарину. С момента прихода он начал масштабную перестройку команды, расставшись с рядом опытных игроков, а также изменил игровой стиль коллектива.
Постекоглу активно внедрял атакующий и зрелищный стиль игры, который получил высокую оценку со стороны болельщиков и футбольных аналитиков. Игра команды в этот период неоднократно называлась одной из лучших в истории лиги. Уже в сезоне 2010/11 «Брисбейн Роар» выиграл регулярный чемпионат (A-League Premiership), а затем стал чемпионом Австралии (A-League Championship), одержав победу в Гранд-финале над «Сентрал Кост Маринерс» в серии пенальти (4:2). Команда проиграла всего один матч за весь сезон и установила рекорд Австралии — 36 матчей без поражений.
В сезоне 2011/12 «Брисбейн Роар» вновь стал чемпионом A-League, став первой командой в истории турнира, которой удалось защитить титул. Таким образом, Постекоглу стал самым успешным тренером в истории австралийского клубного футбола на тот момент, завоевав четыре национальных титула.
Благодаря успехам на внутренней арене «Брисбейн Роар» дважды квалифицировался в Лигу чемпионов АФК. 18 марта 2011 года Постекоглу продлил контракт с клубом до конца сезона 2013/14, однако уже 24 апреля 2012 года объявил о своей отставке. За два с половиной года работы он полностью переформатировал команду и заложил основу одного из самых успешных периодов в истории клуба.

### «Мельбурн Виктори»
26 апреля 2012 года Ангелос Постекоглу был назначен главным тренером «Мельбурн Виктори», подписав с клубом трёхлетний контракт. Дебют пришёлся на матч с принципиальным соперником его команды — «Мельбурн Харт» — и завершился поражением со счётом 1:2. Первую победу команда под его руководством одержала в 4-м туре, обыграв «Аделаиду Юнайтед» со счётом 2:1.
По итогам сезона 2012/13 «Мельбурн Виктори» занял 3-е место в регулярном чемпионате и вышел в плей-офф. В первом раунде команда победила «Перт Глори» (2:1), но в полуфинале уступила будущему чемпиону — «Сентрал Кост Маринерс» — со счётом 0:2.
Постекоглу возглавлял клуб до конца 2013 года, после чего покинул должность в связи с назначением главным тренером сборной Австралии.

### Сборная Австралии
23 октября 2013 года Ангелос Постекоглу был назначен главным тренером сборной Австралии на фоне кризиса: команда незадолго до этого потерпела два подряд тяжёлых поражения со счётом 0:6 от Бразилии и Франции.
Под его руководством Австралия успешно прошла квалификацию на чемпионат мира 2014 года в Бразилии. Несмотря на поражения во всех трёх матчах группового этапа (против Чили, Нидерландов и Испании), сборная привлекла внимание смелой атакующей игрой, высоким уровнем самоотдачи и организацией. После турнира Постекоглу поставил перед командой новую цель — победу на Кубке Азии.

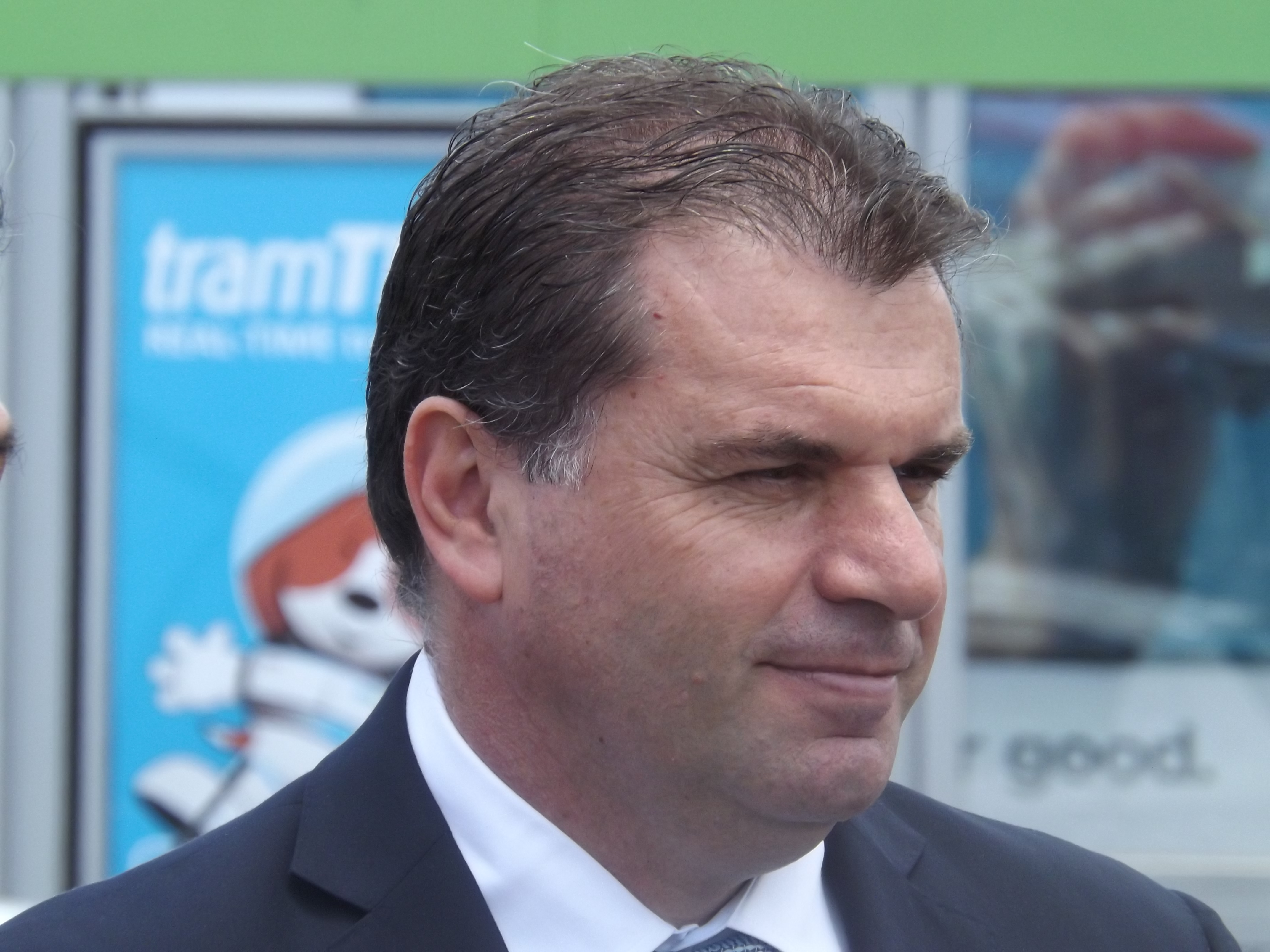
Постекоглу на чемпионате мира 2014 года

В январе 2015 года Австралия, выступая страной-хозяйкой Кубка Азии, впервые в своей истории завоевала трофей, обыграв в финале Южную Корею со счётом 2:1 в дополнительное время. Это стало первым континентальным титулом сборной и главным успехом Постекоглу на посту главного тренера сборной.
После победы на Кубке Азии он продолжил обновление состава и успешно провёл сборную через сложный квалификационный цикл на чемпионат мира 2018 года в России. Австралийцы заняли третье место в своей группе, а затем прошли Сирию и Гондурас в стыковых матчах. В ноябре 2017 года, вскоре после выхода команды на чемпионат мира, Постекоглу объявил о своём уходе с поста главного тренера. По его словам, решение было непростым, однако он почувствовал, что это подходящий момент для завершения работы со сборной. Тренер отметил, что достижение цели — выхода на чемпионат мира — стало для него логическим завершением этапа в национальной команде и поводом начать новый этап в своей тренерской карьере.

### «Иокогама Ф. Маринос»
В декабре 2017 года Ангелос Постекоглу был назначен главным тренером клуба «Иокогама Ф. Маринос», выступающего в J1 Лиге. В дебютном сезоне команда под его руководством заняла 12-е место в чемпионате и дошла до финала Кубка J-Лиги. Постекоглу внедрил атакующий и рискованный стиль игры, ориентированный на владение мячом и высокую интенсивность, что потребовало времени для адаптации состава.
В сезоне 2019 года «Иокогама Ф. Маринос» под руководством Постекоглу завоевала чемпионский титул J1 Лиги — впервые за 15 лет. Команда отличалась зрелищной игрой и высокой результативностью, что позволило ей стать одной из самых ярких в японском футболе.

### «Селтик»
10 июня 2021 года Ангелос Постекоглу был назначен главным тренером шотландского клуба «Селтик». На тот момент «Селтик» только что уступил чемпионский титул своему извечному сопернику — «Рейнджерс» — впервые за десятилетие, а переговоры с изначально планировавшимся кандидатом, английским тренером Эдди Хау, сорвались. Назначение Постекоглу вызвало скепсис среди болельщиков и экспертов. Австралийский полузащитник «Селтика» Том Рогич вспоминал атмосферу вокруг назначения: «Иногда я смеюсь, оглядываясь назад. Хотя я хорошо его знал, общее восприятие было примерно таким: „Кто это вообще такой?“».
Первый матч Постекоглу во главе команды состоялся 20 июля в квалификации Лиги чемпионов против датского «Мидтьюлланда» и завершился вничью 1:1. В ответной встрече в Дании «Селтик» уступил 1:2 и выбыл из турнира. Первый матч в шотландской Премьер-лиге также закончился поражением — 1:2 от «Хартс». Однако уже 19 декабря «Селтик» завоевал Кубок шотландской лиги, обыграв в финале «Хиберниан» со счётом 2:1. 2 февраля 2022 года уверенная победа 3:0 в дерби с «Рейнджерс» вывела команду на первое место в чемпионате. «Селтик» не упустил лидерство до конца сезона и официально оформил чемпионство 11 мая после ничьей с «Данди Юнайтед» (1:1), когда до окончания чемпионата оставался один тур.
Работа Постекоглу была высоко оценена — он пять раз получал награду «Тренер месяца» Шотландской Премьер-лиги в сезоне 2021/22 (в октябре, а также с января по апрель), и был признан лучшим тренером года по версии PFA Scotland и Ассоциации футбольных журналистов Шотландии (SFWA).
Сезон 2022/23 «Селтик» начал с победы 2:0 над «Абердином». Под руководством Постекоглу команда вновь доминировала в лиге и уверенно завоевала второй подряд чемпионский титул. 26 февраля 2023 года «Селтик» выиграл Кубок шотландской лиги второй раз подряд, обыграв «Рейнджерс» в финале (2:1). 2 июня 2023 года, в своём последнем матче у руля клуба, Постекоглу привёл «Селтик» к победе в финале Кубка Шотландии над «Инвернесс Каледониан Тисл» и обеспечил клубу восьмой в его истории национальный требл (чемпионат, Кубок и Кубок лиги). Этот успех стал рекордным и историческим достижением для клуба.
По итогам сезона Постекоглу был включён в список номинантов на звание Тренера года по версии ФИФА.

### «Тоттенхэм Хотспур»
6 июня 2023 года было объявлено о назначении Постекоглу главным тренером «Тоттенхэма». Это назначение сделало его первым австралийцем и первым греком, возглавившим команду в английской Премьер-лиге.
Старт сезона 2023/24 оказался впечатляющим: тренер стал первым в истории АПЛ, кто трижды подряд получил награду менеджера месяца в дебютные месяцы работы (август, сентябрь, октябрь). 24 сентября 2023 года Постекоглу стал первым тренером «Тоттенхэма» за четыре года, который сумел взять очки в гостевом матче против «Арсенала» на «Эмирейтс», сыграв вничью 2:2 в северолондонском дерби. Через неделю, 1 октября, он привёл команду к первой победе над «Ливерпулем» за пять лет, выиграв со счётом 2:1 на домашнем стадионе. 23 октября, после победы над «Фулхэмом» со счётом 2:0, Постекоглу установил рекорд по количеству очков, набранных тренером Премьер-лиги в первых девяти играх (23 очка), превзойдя достижение Гуса Хиддинка (22 очка).
Первое поражение в качестве тренера «Тоттенхэма» Постекоглу потерпел 6 ноября 2023 года в домашнем матче против «Челси» (1:4), когда его команда осталась играть вдевятером после удалений Кристиана Ромеро и Дестини Удоджи. Но даже оставшись вдевятером, «Тоттенхэм» продолжил играть с высокой линией обороны. После игры Постекоглу заявил: «Это просто то, кто мы есть. Это то, кем мы будем, пока я здесь. Даже если нас останется пятеро, мы будем атаковать».
В сезоне 2023/2024 в Премьер-лиге «Тоттенхэм» под руководством Постекоглу набрал 66 очков, и занял пятое место в таблице. Команда демонстрировала атакующий футбол с хорошей результативностью, но при этом имела проблемы в обороне, что сказалось на итоговом положении в таблице и не позволило напрямую попасть в Лигу чемпионов. 9 февраля 2024 года Постекоглу получил награду «Тренер года» на церемонии вручения наград London Football Awards.
Наивысшим достижением в карьере Постекоглу на посту главного тренера «Тоттенхэма» стала победа в Лиге Европы в 2025 году. В августе 2024 года, перед матчем первого тура АПЛ, Эндж заявил в интервью Sky Sports: «Обычно на второй сезон я беру трофей. Первый год уходит на установление принципов и создание фундамента. Надеюсь, второй принесет трофеи». Спустя месяц, после поражения от «Арсенала», Постекоглу уточнил: «Сам себя поправлю: я не „обычно“ выигрываю что-нибудь, а „всегда“ выигрываю что-нибудь во втором сезоне».
В финальном матче, проходившем в Бильбао, «шпоры» обыграли «Манчестер Юнайтед» со счётом 1:0 благодаря голу Бреннана Джонсона. Эта победа имела особое значение для клуба, так как стала первым трофеем «Тоттенхэма» за 17 лет (с победы в Кубке Лиги в 2008 году) и первым европейским трофеем клуба за 41 год (с победы в Кубке УЕФА в 1984 году). Кроме того, этот успех обеспечил «шпорам» квалификацию в Лигу чемпионов на следующий сезон.
Несмотря на успешное выступление в Европе, сезон 2024/25 в Премьер-лиге для «Тоттенхэма» под руководством Постекоглу сложился неудачно. По итогу сезона клуб занял 17-е место в турнирной таблице, потерпев рекордные 22 поражения за сезон. Это стало худшим результатом с сезона 1977/78, когда «Тоттенхэм» выступал во втором дивизионе.
Был уволен с поста 6 июня 2025 года.

## Тренерский стиль
Постекоглу преимущественно использует схемы 4-2-3-1 или 4-3-3, а в качестве альтернативы — 3-4-2-1. Вингеры в его командах часто играют максимально широко, «растягивая» оборону соперника и создавая свободные зоны в полуфлангах для подключения крайних защитников и рывков центральных полузащитников. Центральные защитники могут включаться в атаку, формируя численное преимущество на флангах. В случае потери мяча команда быстро переходит к контрпрессингу, а один из крайних защитников смещается в центр для усиления давления и подстраховки.
Ангелос Постекоглу последователен в своей философии атакующего футбола, которую сам сравнивает с религией. Он верен стилю, построенному на владении мячом, широкой структуре в атаке, коротких передачах и высоком прессинге. Как отметил Пеп Гвардиола, Постекоглу — один из тех, кто делает футбол лучше: «Я тренер, но я ещё и зритель. Наслаждаюсь, когда смотрю «Тоттенхэм».
Одним из самых обсуждаемых эпизодов первого сезона Ангелос Постекоглу в «Тоттенхэм Хотспур» стал матч против «Челси» 6 ноября 2023 года, завершившийся поражением «шпор» со счётом 1:4. Несмотря на результат, игра привлекла широкое внимание специалистов и болельщиков благодаря принципиальности игрового подхода наставника лондонцев. Во время встречи команда осталась сначала вдесятером, а затем и вдевятером после удалений Кристиана Ромеро и Дестини Удоджи. Тем не менее «Тоттенхэм» продолжил агрессивную игру в атакующем ключе, отказавшись от низкой оборонительной линии и избрав смелые тактические решения, включая офсайдные ловушки при высокой линии обороны даже при численном меньшинстве. Вратарь Гульельмо Викарио активно страховал защиту, выходя далеко за пределы штрафной, а атакующая линия оставалась численно насыщенной до конца матча.
Этот поединок стал символическим примером тренерской философии Постекоглу, основанной на постоянстве стиля вне зависимости от обстоятельств. Австралиец неоднократно заявлял, что считает верность игровым идеям частью тренерской идентичности и элементом долгосрочного прогресса команды. Приверженность Постекоглу своим футбольным принципам наглядно проявилась в начале сезона 2024/25, когда «Тоттенхэм» оставался последней командой в топ-5 европейских лиг, ни разу не прибегнувшей к дальнему розыгрышу от ворот. Первый вынос состоялся лишь в 10-м туре — в концовке уже выигранного матча.
Однако во второй половине сезона, с учётом большого количества травм ключевых игроков, Ангелос всё же начал проявлять большую тактическую гибкость. Начиная с четвертьфинала Лиги Европы, «Тоттенхэм» стал чаще отказываться от тотального владения мячом в пользу более прагматичного подхода — акцента на контратаки и компактную оборону. При этом команда сохраняла высокую дисциплину и самоотдачу. Финал Лиги Европы с 27 % владения «шпор» лишь подтвердил способность Постекоглу адаптироваться к конкретным соперникам, не жертвуя при этом эффективностью игры.

## Тренерская статистика
| Команда                       | Начало работы    | Завершение работы | Показатели | Показатели | Показатели | Показатели | Показатели |
| Команда                       | Начало работы    | Завершение работы | М          | В          | Н          | П          | % побед    |
| ----------------------------- | ---------------- | ----------------- | ---------- | ---------- | ---------- | ---------- | ---------- |
| Саут Мельбурн                 | 1 января 1996    | 31 декабря 2000   | 160        | 85         | 33         | 42         | 053,13     |
| Сборная Австралии (до 20 лет) | 1 января 2001    | 20 февраля 2007   | 34         | 23         | 4          | 7          | 067,65     |
| Панахаики                     | 12 марта 2008    | 22 декабря 2008   | 33         | 16         | 9          | 8          | 048,48     |
| Брисбен Роар                  | 16 сентября 2009 | 24 апреля 2012    | 84         | 43         | 24         | 17         | 051,19     |
| Мельбурн Виктори              | 25 апреля 2012   | 27 октября 2013   | 32         | 15         | 7          | 10         | 046,88     |
| Сборная Австралии             | 28 октября 2013  | 22 ноября 2017    | 49         | 22         | 12         | 15         | 044,90     |
| Иокогама Ф. Маринос           | 1 февраля 2018   | 9 июня 2021       | 161        | 80         | 28         | 53         | 049,69     |
| Селтик                        | 10 июня 2021     | 30 июня 2023      | 113        | 83         | 12         | 18         | 073,45     |
| Тоттенхэм Хотспур             | 1 июля 2023      | 6 июня 2025       | 101        | 47         | 14         | 40         | 046,53     |
| Итого                         | Итого            | Итого             | 767        | 414        | 143        | 210        | 053,98     |

## Достижения

### В качестве игрока
«Саут Мельбурн»
- Победитель регулярного чемпионата Австралии (3): 1984, 1985, 1992/93
- Чемпион Австралии (2): 1984, 1990/91

### В качестве тренера
«Саут Мельбурн»
- Победитель регулярного чемпионата Австралии: 1997/98
- Чемпион Австралии (2): 1997/98, 1998/99
- Победитель Клубного чемпионата Океании: 1999

Сборная Австралии (до 20)
- Победитель молодёжного чемпионата Океании (3): 2001, 2003, 2005

«Брисберн Роар»
- Чемпион Австралии (2): 2010/11, 2011/12

Сборная Австралии
- Победитель Кубка Азии: 2015

«Иокогама Ф. Маринос»
- Чемпион Японии: 2019

«Селтик»
- Чемпион Шотландии (2): 2021/22, 2022/23
- Обладатель Кубка Шотландии: 2022/23
- Обладатель Кубка шотландской лиги (2): 2021/22, 2022/23

«Тоттенхэм Хотспур»
- Победитель Лиги Европы УЕФА: 2024/25

### Личные
- Тренер месяца английской Премьер-лиги (3): август 2023, сентябрь 2023, октябрь 2023

### Комментарии
1. ↑  Также встречается написание имени Анге.